# Bảo tàng Nhiếp ảnh tại Đại học Kinh tế ở Bydgoszcz
Bảo tàng Nhiếp ảnh tại Đại học Kinh tế ở Bydgoszcz (tiếng Ba Lan: Muzeum Fotografii przy Wyższej Szkole Gospodarki w Bydgoszczy) là một bảo tàng tọa lạc tại số 14 Phố Królowej Jadwigi, Bydgoszcz, Ba Lan. Bảo tàng Nhiếp ảnh giới thiệu lịch sử của nhiếp ảnh và các thiết bị chụp ảnh cổ. Từ tháng 11 năm 2004, trụ sở của Bảo tàng đặt tại Đại học Kinh tế như một phần của Không gian Văn hóa Học thuật.

## Lịch sử
Bảo tàng Nhiếp ảnh tại Đại học Kinh tế ở Bydgoszcz được thành lập vào tháng 11 năm 2004. Trụ sở đầu tiên của Bảo tàng là tòa nhà ở số 3 Phố Garbary. Năm 2006, các bộ sưu tập của Bảo tàng được chuyển đến tòa nhà của trụ sở hiện tại, được xây dựng vào thế kỷ 19.  

## Triển lãm
Ngoài việc sưu tầm, chăm sóc các hiện vật có giá trị lịch sử, Bảo tàng còn thực hiện các hoạt động xuất bản và triển lãm. Bộ sưu tập của Bảo tàng Nhiếp ảnh tại Đại học Kinh tế ở Bydgoszcz hiện đang bao gồm các máy ảnh (một máy ảnh studio bằng gỗ từ cuối thế kỷ 19 với ống kính Rodenstock, một máy ảnh Leica được sản xuất vào năm 1933), máy phóng to, máy ảnh phim, máy chiếu, ảnh, sách và tạp chí ("Vilnius Photography Almanac" từ năm 1931). Phần lớn các vật triển lãm là quà tặng từ các công ty, tổ chức và cá nhân. Với sự tham gia của các kiến trúc sư và nghệ sĩ, một không gian kết hợp triển lãm với hoạt động khám phá nhiếp ảnh được tạo ra (bao gồm phòng tối chụp ảnh, phòng trưng bày, phòng đọc chuyên gia).

## Giờ mở cửa
Bảo tàng Nhiếp ảnh tại Đại học Kinh tế ở Bydgoszcz hoạt động quanh năm, mở cửa từ thứ Ba đến thứ Sáu (từ 11:00 đến 17:00) và vào thứ Bảy (từ 10:00 đến 14:00).